# Paranelima
Genre
Synonymes
- Glabrurus Goodnight & Goodnight, 1942

Paranelima est un genre d'opilions eupnois de la famille des Sclerosomatidae.

## Distribution
Les espèces de ce genre se rencontrent au Mexique et au Guatemala.

## Liste des espèces
Selon World Catalogue of Opiliones (17/05/2021) :
- Paranelima albalineata Goodnight & Goodnight, 1942
- Paranelima cerrana Goodnight & Goodnight, 1942
- Paranelima correa Goodnight & Goodnight, 1945
- Paranelima lutzi (Goodnight & Goodnight, 1942)
- Paranelima mexicana (Goodnight & Goodnight, 1942)
- Paranelima taibeli Caporiacco, 1938

## Publication originale
- Caporiacco, 1938 : « Aracnidi del Messico, di Guatemala e Honduras Britannico. » Atti della Società Italiana di Scienze Naturali e del Museo Civico di Storia Naturale in Milano, vol. 77, no 3, p. 251–282 (texte intégral).